# Julius Müller (Leichtathlet, 1903)
Julius Josef Müller (* 10. Mai 1903 in Rottenburg am Neckar; † 1. Juli 1984 in Kuchen) war ein deutscher Stabhochspringer.
Müller gehörte dem Turnverein Cannstatt, später dem Turnverein Kuchen an. Er nahm im Stabhochsprung an den Deutschen Meisterschaften 1928 in Düsseldorf teil, wo er am 14. Juli mit einer übersprungenen Höhe von 3,82 m einen neuen deutschen Rekord aufstellte, sowie an den Olympischen Spielen 1928 in Amsterdam und 1936 in Berlin. In Amsterdam erreichte er in der Endrunde mit einer übersprungenen Höhe von 3,65 m den neunten Platz. In Berlin belegte er mit der in der Finalrunde im ersten Versuch übersprungenen Höhe von 3,80 m den 17. Platz, nachdem er dreimal an der nächsten Höhe von 4,00 m gescheitert war.
Bei Deutschen Meisterschaften gewann er fünfmal den Titel (1928, 1932, 1935, 1936 und 1937), wurde zweimal Vizemeister und einmal Dritter.